# Gometz-la-Ville
Gometz-la-Ville è un comune francese di 1 334 abitanti situato nel dipartimento dell'Essonne nella regione dell'Île-de-France.

## Società

### Evoluzione demografica
Abitanti censiti